# Башараж (комуна)
Башараж (люксемб. Nidderkäerjeng, фр. Bascharage, нім. Niederkerschen) — комуна Люксембургу. Входить до складу кантону Капеллен в окрузі Люксембург.

## Географія
Площа території комуни становить 19,14 км² (61-е місце за цим показником серед 116 комун Люксембургу).
Висота найвищої точки комуни над рівнем моря становить 378 метрів (81-е місце за цим показником серед комун країни), найнижчої — 271 метрів (81-е місце).

## Демографія
Станом на 2011 рік на території комуни мешкало 7 428 ос.
Динаміка чисельності населення:

## Адміністративний поділ
До складу комуни входять такі поселення:
| Поселення | Населення за даними переписів: | Населення за даними переписів: | Населення за даними переписів: |
| Поселення | на 31.03.1981                  | на 01.03.1991                  | на 15.02.2001                  |
| --------- | ------------------------------ | ------------------------------ | ------------------------------ |
| Башараж   | 2 895                          | 3 381                          | 4 550                          |
| Ошараж    | 1 073                          | 1 119                          | 1 463                          |
| Лінгер    | 508                            | 534                            | 577                            |